# ATP Firenze 1994
L'ATP Firenze 1994 è stato un torneo di tennis giocato sulla terra rossa. È stata la 22ª edizione dell'ATP Firenze che fa parte della categoria World Series nell'ambito dell'ATP Tour 1994. Si è giocato a Firenze in Italia dal 6 giugno al 12 giugno 1994.

## Campioni

### Singolare
Marcelo Filippini ha battuto in finale  Richard Fromberg con il punteggio di 3–6, 6–3, 6–3

### Doppio
Jon Ireland /  Kenny Thorne hanno battuto in finale  Neil Broad /  Greg Van Emburgh con il punteggio di 7–6, 6–3